# 유로파 유니버설리스 2
유로파 유니버설리스 2(Europa Universalis II)는 1419년부터 1820년까지의 유럽과 세계의 역사를 바탕으로 제국을 건설하는 패러독스 인터랙티브사의 게임으로서, 유로파 유니버설리스의 후속작이다.

## 게임 플레이
게임에서 플레이어는 수세기의 역사 속에서 하나의 나라를 골라 그 경제, 군사, 외교, 기술발전, 신세계 탐험과 식민지 개척, 종교, 국가의 안정 등의 문제를 직접 다루게 된다. 더해서, 실제 역사에 따라 준비된 수백 개의 이벤트와 랜덤 이벤트들은 게임에 재미와 흥미를 더해준다.
유로파 유니버설리스 2는 정해진 턴에 따라 시간이 흐르는 다른 턴제 전략 게임들과는 달리 게임 도중 계속해서 시간이 흘러간다는 점이 특징이다. 플레이어는 명령을 내리고 상황을 파악하기 위해 게임을 일시 중지할 수도 있고, 속도를 내리거나 올려서 게임이 저절로 진행되어가는 걸 지켜볼 수도 있다.
게임에는 the Age of Exploration(대항해 시대), the American Revolution(미국 독립 전쟁), the Napoleonic Wars(나폴레옹 전쟁) 등 역사에 기반한 시나리오들이 있다. the Grand Campaign에서 플레이어는 중세의 끝자락부터 19세기까지 한 나라를 이끌어나갈 수 있으며, 텅빈 세계에서 모든 국가들이 하나의 프로빈스만은 가진 동등한 상태에서 시작하는 Fantasia 시나리오도 있다.
그랜드 캠페인(the Grand Campaign)에서 게임은 기본적으론 러시아와 잉글랜드, 프랑스, 터키, 신성로마제국, 스페인, 포르투갈, 폴란드, 리투아니아 등 유럽의 주요 국가들에 초점이 맞춰져 있지만, 플레이어는 지금은 존재하지도 않는 나라들을 포함한 수백 개의 나라들 중 하나를 골라 플레이할 수도 있다.

## 게임 모딩
이 게임은 실제 역사에 기반하여 수많은 프로빈스들의 인구에서부터 수천 명에 이르는 군주, 장군, 탐험가 그리고 식민지와 군대, 함대의 명칭에 이르기까지 엄청난 세부사항들을 반영하고 있다.
여기에 더해 대부분의 게임 데이터들은 쉽게 고칠 수 있는 텍스트 파일들로 저장되어 있어 쉽게 게임의 수정과 커스터마이징이 가능하기 때문에, 모드 커뮤니티들이 활발히 활동하고 있다. 플레이어들은 새로운 깃발과 지도, 유닛, 역사적 이벤트, 리더 심지어 하나의 새로운 시나리오를 만들 수도 있다.
또한 컨버트 프로그램을 크루세이더킹에서 하던 게임을 이어서 유로파 유니버설리스 2에서 플레이할 수도 있으며, 유로파 유니버설리스 2는 빅토리아: 해가 지지 않는 제국으로 이어지고 다시 하츠 오브 아이언 2: 둠즈데이로 이어 1066년부터 1954년까지에 이르는 역사 전부를 플레이할 수도 있다. 이는 게임 내에 마련된, 세이브 파일을 시간 순으로 다음에 이어지는 패러독스 인터랙티브사의 후속 게임의 시나리오로 변환하는 시스템에 의해 이루어진다.

## 아시아의 장
아시아 시장을 겨냥하여 유럽 대신 아시아를 중심으로 하고 새로운 그래픽과 시나리오를 추가한 유로파 유니버설리스 2: 아시아의 장이 발매되었다. 이 버전의 게임은 일본과 중국, 한국을 더 세부화한 맵을 선보이고 있다.

## 평가
| 평가                                                                             |        |
| -------------------------------------------------------------------------------- | ------ |
| 평론 점수 평론사 점수 CGW [ 1 ] PC 존 72/100 [ 2 ] Computer Games Magazine [ 3 ] |        |
| 평론 점수                                                                        |        |
| 평론사                                                                           | 점수   |
| CGW                                                                              | [ 1 ]  |
| PC 존                                                                            | 72/100 |
| Computer Games Magazine                                                          | [ 3 ]  |

## 같이 보기
- 패러독스 인터랙티브 게임 목록

## 참조링크
- (영어) 패러독스 인터랙티브 공식 포럼
- (영어) EU위키- 유로파 유니버설리스 2 에 대한 정보를 위키형식으로 제공
- (한국어) 다음 유로파 카페-게임 관련 질문/답변 및 한글 패치 제작 배포